# Économie de l'éducation
L'économie de l'éducation est une branche de l'économie appliquée qui analyse l'éducation.

## Thèmes
Les premiers travaux des économistes de l'éducation portaient sur les relations entre l'éducation et la croissance économique (cf E. Denison et le facteur résiduel). les thèmes de recherche empirique se sont ensuite focalisés sur l'effet de l'éducation sur les salaires (cf travaux de Jacob Mincer). De nos jours les recherches en économie de l'éducation s'intéressent à la modélisation micro et macro économique de l'éducation intégrant les aspects quantitatifs et qualitatifs[réf. nécessaire].

### Évaluation des rendements privés de l'éducation
Depuis les travaux de Jacob Mincer, il existe une vaste littérature consacrée à l'évaluation des rendements de l'éducation sur le marché du travail. 
Sur cette question, certains économistes, dans la lignée des travaux de Willis et Rosen 1979 et de Keane et Wolpin 1997, utilisent des modèles structurels de programmation dynamique pour évaluer les rendements de l'éducation tandis que d'autres utilisent des méthodes en forme réduite. Les premiers obtiennent généralement des résultats montrant qu'une année d'éducation supplémentaire augmente le revenu sur le marché du travail de 4 à 7 % alors que les seconds trouvent des estimations de l'ordre de 10 à 12 %.

### Effet de la taille des classes
De nombreuses études se sont intéressées à l'effet de la taille des classes sur les résultats scolaires des élèves. 
Dans les années 1980, une expérience de terrain à grande échelle a été menée dans l'État du Tennessee. Le projet STAR a montré que les résultats des élèves dans les petites classes étaient significativement meilleurs que dans les grandes classes.
Joshua Angrist et Victor Lavy (en) ont utilisé une méthode de régression sur discontinuité pour évaluer l'effet causal de la taille des classes sur la réussite scolaire des enfants à partir des données israéliennes. Les auteurs utilisent la règle de Maïmonide qui veut qu'il n'y ait pas plus de 40 élèves par classe comme une expérience naturelle pour trouver des variations de la taille des classes indépendantes du niveau des élèves. Thomas Piketty a repris la même méthodologie pour l'appliquer sur les données françaises,.
Une étude menée en Suède montre que la taille des classes peut aussi avoir des effets de très long terme. Ainsi Peter Fredriksson et ses coauteurs montrent que les élèves qui ont été dans de petites classes entre l'âge de 10 et 13 ans ont non seulement de meilleures performances aux tests scolaires à l'âge de 13 ans mais également plus de chances de terminer leur éducation et de plus hauts salaires à l'âge adulte.

### Effets de pairs
Il existe une importante littérature en économie de l'éducation cherchant à évaluer les effets de pairs sur la réussite scolaire, c'est-à-dire l'effet du niveau de ses camarades de classes sur la réussite d'un élève. L'identification de ses effets pose un « problème de réflexion » défini par l'économètre Charles Manski dans un article publié en 1993.

### Effet enseignant
Au-delà des effectifs, les pays qui réussissent le mieux dans le champ éducatif sont ceux où les enseignants sont les mieux formés et rémunérés. L'OCDE considère ainsi que la qualité des enseignants est un facteur majeur de performance éducative (en améliorant le niveau moyen et en réduisant les écarts).  
Marie Duru-Bellat affirme que plus que la mixité sociale et la composition de la classe, c'est la qualité de l'enseignant qui influence notablement la progression des élèves au primaire. 
Une étude[Laquelle ?] montre également que le niveau d'exigence de l'enseignant peut varier selon ses a priori sur les capacités des élèves à apprendre:  l'effet Pygmalion  existerait et son influence sur la réussite des élèves serait non négligeable, notamment pour ce qui concerne les potentielles discriminations et différences de réussite éducative.